# Paroedura stellata
Paroedura stellata là một loài thằn lằn trong họ Gekkonidae. Loài này được Hawlitschek & Glaw mô tả khoa học đầu tiên năm 2012.